# Lac-Ashuapmushuan
Pour les articles homonymes, voir Ashuapmushuan (homonymie) et Lac Ashuapmushuan.
Lac-Ashuapmushuan est un territoire non organisé situé dans la municipalité régionale de comté du Domaine-du-Roy, dans la région administrative du Saguenay–Lac-Saint-Jean, au Québec (Canada).

## Toponymie
Ashuapmushuan est un mot innu signifiant « endroit où l'on guette l'orignal ».

## Histoire
Il a été constitué le 1er janvier 1986 et nommé en référence à la rivière Ashuapmushuan, qui parcourt son territoire. Cette rivière qui se déverse dans le lac Saint-Jean a été fréquemment parcourue par les coureurs des bois à l'époque de la Nouvelle-France et aussi du régime anglais, pour y faire des traites commerciales, particulièrement la traite de la fourrure. Cette rivière était un axe privilégié pour relier en canots le lac Saint-Jean et la baie James. Le poste de traite d'Ashuapmouchouan, établi sur les rives du lac Ashuapmushuan vers la fin du XVIIe siècle, était un poste aux confins du domaine du roi.

## Géographie
Lac-Ashuapmushuan possède une superficie totale de 15 853,46 km2 (92 % terrestre et 8 % aquatique). Le territoire couvre 82 % de la superficie de la municipalité régionale de comté du Domaine-du-Roy. Ses limites sont ainsi constituées :
- Au sud : par la frontière entre le Saguenay–Lac-Saint-Jean et la Mauricie ;
- À l'ouest : par la frontière entre le Saguenay–Lac-Saint-Jean et le Nord-du-Québec (principalement la ligne de partage des eaux laurentien) ;
- Au nord : le 50e parallèle nord jusqu'à la rivière du Chef, qu'elle longe vers le sud jusqu'à la rivière Ashuapmushuan, qu'elle longe à son tour jusqu'à La Doré ;
- À l'est : les limites des municipalités de La Doré, Saint-Félicien, Saint-Prime, Sainte-Hedwidge, Saint-François-de-Sales et Lac-Bouchette.

### Hydrographie
Lac-Ashuapmushuan comporte plusieurs plans d'eau, dont les plus vastes sont les lacs Ashuapmushuan, Chigoubiche, Poutrincourt, Rohault, Buade, Nicabau et Marquette.
À partir du lac Drouillard, dans le nord-ouest, la rivière Boivert traverse le nord-ouest du territoire vers le sud-ouest jusqu'à son embouchure dans le lac Charron.
À partir du lac Normandin, dans l'ouest, la rivière Normandin coule vers le nord-est jusqu'à son embouchure lac Ashuapmushuan.
À partir du lac Combet, dans le nord-ouest, la rivière Wabano Ouest travers l'ouest du territoire vers le sud-ouest.
À partir du lac Marquette, dans le centre-ouest, la rivière Marquette coule vers le nord-est jusqu'à son embouchure dans le Lac Ashuapmushuan. À partir de ce dernier, la rivière Ashuapmushuan coule vers le nord-est puis délimite l'est du territoire en coulant vers le sud-est. La rivière du Chef en délimite le nord est en coulant vers le sud-est jusqu'à sa confluence avec la rivière Ashuapmushuan.
La rivière aux Trembles, un affluent de la rivière Ashuapmushuan, délimite le sud-est en coulant vers le nord-est.
À partir du lac de l'Île, dans le sud-est, la rivière aux Saumons, un affluent de la rivière Ashuapmushuan, serpente vers l'est.
À partir du lac Eusèbe, dans le sud-est, la rivière à la Carpe coule vers le nord est.
À partir du lac à l'Ours, dans le sud-est, la rivière à l'Ours, un affluent de la rivière Ashuapmushuan, coule vers le nord-est.
À partir du lac des Trois Îles, dans le sud-est, la Petite rivière à l'Ours coule vers l'est travers dans Sainte-Hedwidge, coule vers le nord-est jusqu'à sa confluence avec la rivière à l'Ours dans Lac Ashuapmushuan.
À partir de son crénon, dans le sud-est, rivière Ovide, un affluent de la rivière à l'Ours, coule vers le sud-est.
À partir de l'étang Gémil, dans le centre du territoire, la rivière Trenche coule vers le sud.
À partir du lac du Caribou, dans le nord de la zec de la Lièvre, la rivière Croche coule vers le sud jusqu'à sa confluence avec la rivière Saint-Maurice.
À partir du lac Ginette, dans le sud-est, la rivière Patrick coule vers le sud-ouest jusqu'à sa confluence avec la rivière Croche.
Le Deuxième bras des Iroquois, à l'ouest de Sainte-Hedwidge, traverse le sud-est en coulant vers l'est.

### Transport

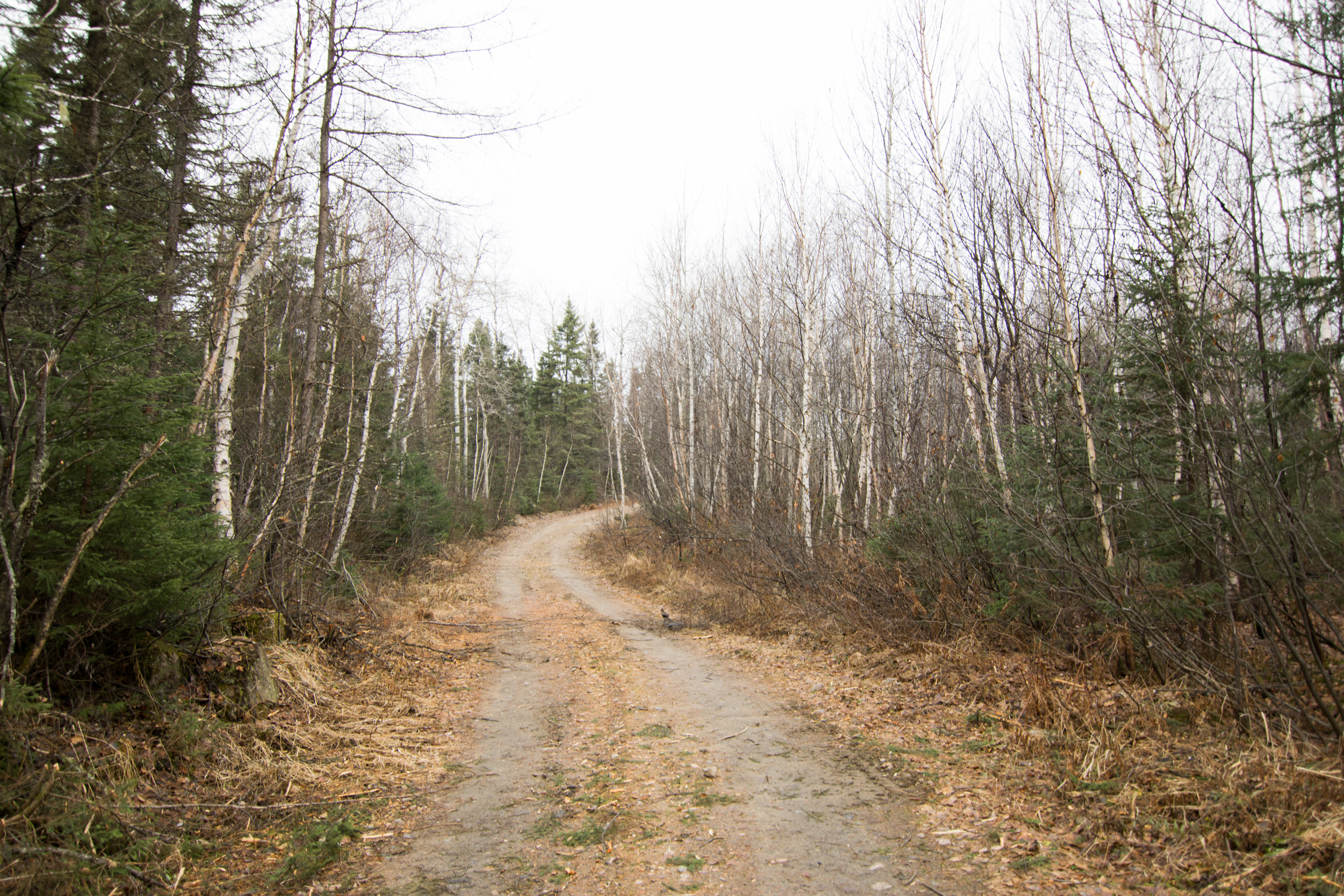
Chemin forestier dans la réserve faunique Ashuapmushuan.

Lac-Ashuapmushuan est traversé en grande partie par la route nationale 167 (R-167), principal lien routier entre le Saguenay–Lac-Saint-Jean et le Nord-du-Québec. Le reste du réseau routier est essentiellement constitué de chemins gravelés à faible débit de circulation, dont les routes forestières R‑0203, R‑0210 et R‑0223.

### Climat
Le territoire est couvert par trois domaines bioclimatiques : une sapinière à bouleau jaune (au sud), une sapinière à bouleau blanc (au centre) et une pessière à mousses (au nord).

## Activité humaine

### Villégiature et environnement

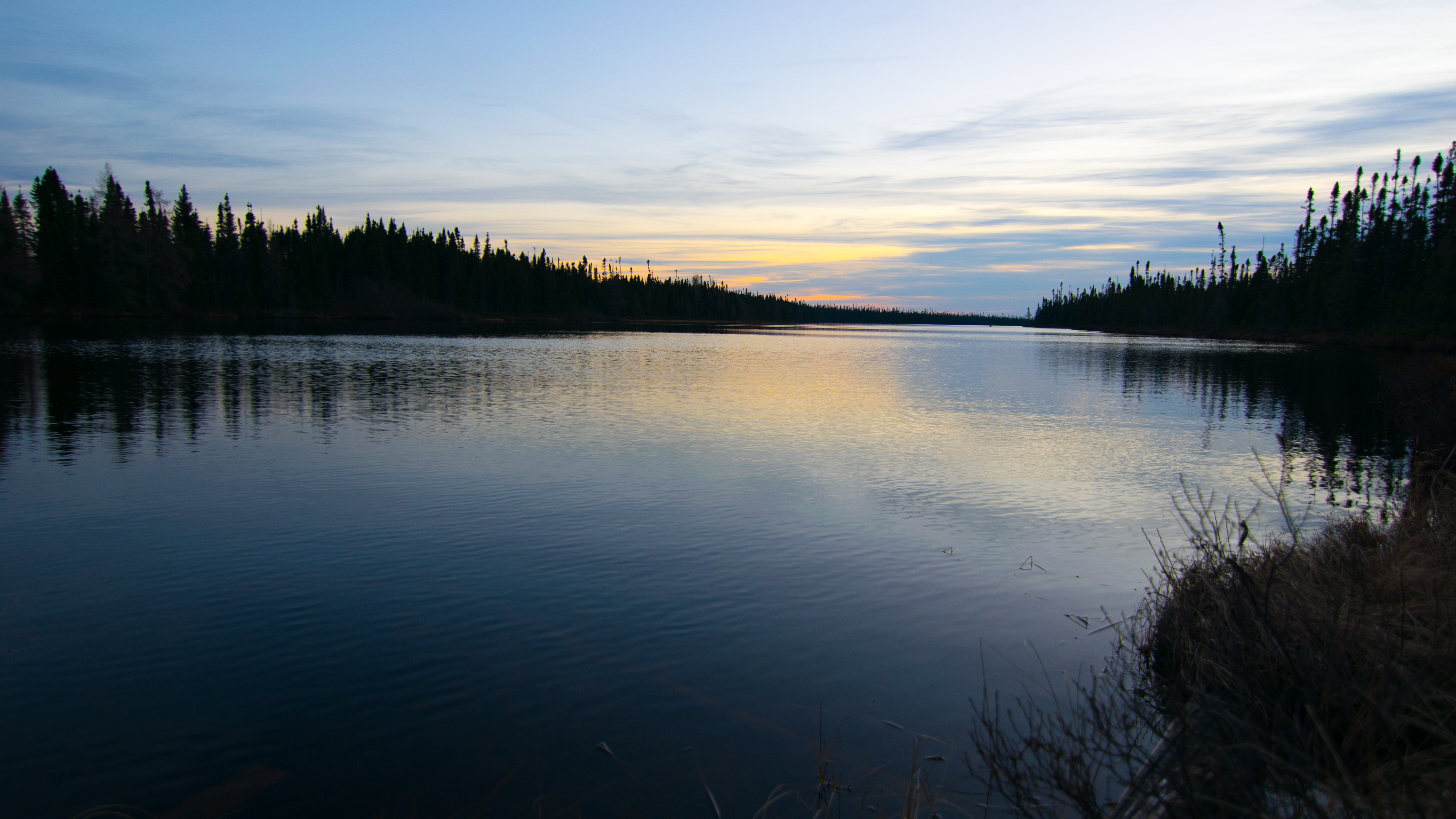
Le lac Perron, l'un des nombreux plans d'eau de Lac-Ashuapmushuan.

La chasse, la pêche et les activités de plein-air sont pratiqués partout à travers son territoire. Certaines zones y sont spécifiquement consacrées :
- 6 pourvoiries (dont 3 sont à droits exclusifs) ;
- Réserve faunique Ashuapmushuan ;
- Zec de la Lièvre.

La réserve écologique J.-Clovis-Laflamme assure la protection d'écosystèmes représentatifs de la région écologique des Hautes Collines de la rivière Trenche.

### Foresterie
La forêt représente la principale activité économique. Le territoire est divisé en 4 unités d’aménagement forestier.

## Démographie
Le territoire ne comporte aucun noyau villageois. Seulement une trentaine de personnes possèdent leur résidence principale à Lac-Ashuapmushuan. On y retrouve toutefois environ 1 600 baux de villégiature. Le territoire est donc essentiellement habité de façon occasionnelle ou saisonnière.
| 2001 | 2006 | 2011 | 2016 | 2021 |
| ---- | ---- | ---- | ---- | ---- |
| 0    | 35   | 28   | 36   | 41   |